# ريد مالوني
ريد مالوني (بالإنجليزية: Red Maloney)‏ هو لاعب كرة قدم أمريكية أمريكي، ولد في 5 سبتمبر 1901 في وير ‏ في الولايات المتحدة، وتوفي في 1 مايو 1976.

## وصلات خارجية
- ريد مالوني على موقع مرجع كرة القدم المحترفة.كوم (الإنجليزية)